# Glipa annulata nipponica
Glipa annulata nipponica es una subespecie de coleóptero de la familia Mordellidae.

## Distribución geográfica
Habita en Japón.